# 土塚理弘
土塚 理弘（とつか まさひろ、1979年 - ）は、日本の男性漫画家、漫画原作者。長野県出身、後に千葉県に在住。「土塚理弘」は本名の読み「とつかまさひろ」に別の字を当てたペンネーム。血液型はB型。

## 来歴
1998年、19歳のときエニックス（現スクウェア・エニックス）にギャグ漫画『ねこパンチ』を持ち込み、そのときの担当のアドバイスを元に執筆した『清村くんと杉小路くん』で、第8回エニックス21世紀マンガ大賞（1999年1月発表）の準大賞を受賞。『月刊少年ギャグ王』1999年2月号に同作品を掲載しデビューする。
受賞後すぐに連載の仕事は決定したが、連載開始まで1年程期間があると聞いた土塚は、その間『清村くんと杉小路くん』のネーム50話分と、ストーリー漫画『グリーンライン』（未発表作品）のネーム約1000ページ分とを描き溜める。また、この時期に第51回赤塚賞（1999年度下半期）でも『ほほえみのある城』（『月刊少年ジャンプ』2000年4月号掲載）という作品で佳作を受賞しており、数年後に『週刊少年ジャンプ』やその増刊に読切を何作か執筆している。
『月刊少年ガンガン』2000年4月号-7月号にギャグ漫画『1/Nのゆらぎ』を短期連載の後、同誌2000年9月号より『清村くんと杉小路くんと』を連載開始。ストックしていた全50話を掲載した後、休みなく2002年2月号より、学生時代より構想していた長編ストーリー漫画『マテリアル・パズル』の連載を開始。本作は掲載誌屈指の長期連載となり、スピンオフ作品『マテリアル・パズル ゼロクロイツ』（作画：吉岡公威）も連載された。また『清村くんと杉小路くんと』も、その後タイトルを変えつつ何度か連載している。
2004年、『ヤングガンガン』創刊号より連載開始の『BAMBOO BLADE』にて初の原作を担当（作画：五十嵐あぐり）。同作品は2007年にアニメ化され、単行本発行部数が320万部を超えるヒット作品となり、連載終了後も作画担当を変えつつ、様々なスピンオフが執筆されている。
2008年の『マテリアル・パズル 〜彩光少年〜』完結後は漫画原作者としての活動が中心となるが、読切や一部の連載作品では自らが作画を行う場合もある。

## 作品

### 漫画
|  | 連載作品（原作含む） |  | 読切作品 |

|    | タイトル                                    | 種   | 掲載誌 | 収         | 備考                                                                           |
| -- | ------------------------------------------- | ---- | --- | ---------- | ------------------------------------------------------------------------------ |
| 01 | 清村くんと杉小路くん                        | 読切 | 『月刊少年ギャグ王』 1999年2月号                                                                                    | 1/N        | デビュー作。 第8回エニックス21世紀マンガ大賞準大賞。                           |
| 02 | 1/Nのゆらぎ                                 | 連載 | 『月刊少年ガンガン』 2000年4月号 - 7月号 『ガンガンパワード』 2001年春季号 - 2002年春季号 『ガンガンYG』 2004年弐号 |            | 連載デビュー作                                                                 |
| 03 | ほほえみのある城                            | 読切 | 『月刊少年ジャンプ』 2000年4月号                                                                                    |            | 第51回赤塚賞佳作                                                               |
| 04 | 清村くんと杉小路くんと                      | 連載 | 『月刊少年ガンガン』 2000年9月号 - 2002年1月号                                                                      |            |                                                                                |
| 05 | もうすぐ文化祭                              | 読切 | 『週刊少年ジャンプ』 2001年42号                                                                                     |            |                                                                                |
| 06 | 仙人を呼ぼう                                | 読切 | 『週刊少年ジャンプ』 2001年43号                                                                                     |            |                                                                                |
| 07 | 二階堂くんの法則                            | 読切 | 『少年ジャンプ GAG Special 2002』                                                                                   |            |                                                                                |
| 08 | コン太とサトキチ                            | 読切 | 『月刊少年ガンガン』 2002年1月号                                                                                    | 清杉よ - 1 |                                                                                |
| 09 | マテリアル・パズル                          | 連載 | 『月刊少年ガンガン』 2002年2月号 - 2008年4月号                                                                      |            |                                                                                |
| 10 | 清村くんと杉小路くんよ                      | 連載 | 『ガンガンパワード』 2002年秋季号 - 2005年夏季号                                                                    |            |                                                                                |
| 11 | BAMBOO BLADE                                | 原作 | 『ヤングガンガン』 2004年Vol.1 - 2010年Vol.18                                                                       |            | 作画：五十嵐あぐり                                                             |
| 12 | World S                                     | 読切 | 『月刊少年ガンガン』 2006年9月号                                                                                    | 清杉ろ - 1 | 誌上企画「特上！ GGグランプリ」参加作                                          |
| 13 | チャンピオン                                | 読切 | 『月刊少年ガンガン』 2006年10月号                                                                                   | 清杉ろ - 1 | 誌上企画「特上！ GGグランプリ」参加作                                          |
| 14 | 清村くんと杉小路くんろ                      | 連載 | 『月刊少年ガンガン』 2008年2月号 - 2012年6月号                                                                      |            |                                                                                |
| 15 | マテリアル・パズル 〜彩光少年〜             | 連載 | 『月刊少年ガンガン』 2008年7月号 - 10月号                                                                           |            |                                                                                |
| 16 | マテリアル・パズル ゼロクロイツ             | 原作 | 『月刊少年ガンガン』 2008年11月号 - 2009年11月号 『ガンガンONLINE』 2009年10月11日 - 2012年3月22日                  |            | 作画：吉岡公威                                                                 |
| 17 | BAMBOO BLADE B                              | 原作 | 『月刊少年ガンガン』 2009年2月号 - 2013年12月号                                                                     |            | “土塚理弘 & スタジオねこ”名義                                                  |
| 18 | 男の顔                                      | 読切 | 『増刊ヤングガンガン』 2010年 Vol.9                                                                                 | 清杉ろ - 4 |                                                                                |
| 19 | ハルポリッシュ                              | 原作 | 『月刊少年チャンピオン』 2011年6月号 - 2012年12月号                                                                 |            | “土塚理弘×みなもと悠”名義                                                      |
| 20 | 魔法の必殺技っぽい名前シリーズ 刑           | 読切 | 『月刊少年ガンガン』 2011年8月号                                                                                    |            | 誌上企画「GGグランプリスペシャル」参加作 「刑」は“土塚理弘 & スタジオねこ”名義 |
| 21 | 天下一クイズ大会                            | 読切 | 『月刊少年チャンピオン』 2012年2月特大号                                                                            |            | 誌上企画「初笑いだよ！2012ギャグフェスタ」参加作                               |
| 22 | 吾輩ノ彼ハ馬鹿である                        | 原作 | 『ヤングアニマルあいらんど』 (2013年)no.21 - no.24 『ヤングアニマルDensi』 2013年4月26日 - 2014年6月20日            |            | “土塚理弘×亜積沙紀”名義                                                        |
| 23 | BAMBOO BLADE C                              | 原作 | 『月刊ビッグガンガン』 2013年Vol.06 - 2016年Vol.09                                                                  |            | 作画：高尾じんぐ                                                               |
| 24 | BBデフォルメ                                | 原作 | 『月刊ビッグガンガン』 2013年Vol.11 - 2016年Vol.09                                                                  |            | “土塚理弘×亜積沙紀”名義                                                        |
| 25 | カレバカ〜吾輩ノ彼ハ馬鹿でR〜               | 原作 | 『ヤングアニマルDensi』 2015年5月1日 - 2016年1月22日                                                                |            | “土塚理弘×亜積沙紀”名義                                                        |
| 26 | MASTERグレープ                              | 原作 | 『ゲッサン』2016年11月号 - 2019年9月号                                                                              |            | 作画：高橋アキラ                                                               |
| 27 | まんなかのりっくん                          | 連載 | 『モーニング』2017年12号 - 2018年8号                                                                                |            |                                                                                |
| 28 | ねこまたびより                              | 読切 | 『月刊モーニングtwo』2017年4月号                                                                                    |            | 誌上企画「猫の日発売記念ネコ漫画特集」参加作                                   |
| 29 | シュレッダーさん                            | 読切 | 『月刊モーニングtwo』2017年8月号                                                                                    |            |                                                                                |
| 30 | ここにいるココ                              | 読切 | 『月刊モーニングtwo』2018年1月号                                                                                    |            | 誌上企画「ネコ漫画特集」参加作                                                 |
| 31 | マテリアル・パズル 〜神無き世界の魔法使い〜 | 連載 | 『月刊モーニングtwo』2018年7月号 - 2022年12月22日                                                                   |            |                                                                                |

### 脚本
バンブーブレード - ドラマCD 白盤

## 人物
- 影響を受けた漫画家は鳥山明、冨樫義博、あだち充、荒木飛呂彦、浦沢直樹[7]。
- 猫をデフォルメしたキャラクター「ねこ」を自画像とし、作品中にも背景に様々なデフォルメされた動物達が登場するが、動物自体はあまり好きではない（嫌いと言う訳で無く、苦手意識を持っている）事を告白している。特に犬は噛まれたり、長時間追いかけられる等といったトラウマを持っている[8]。単行本でネズミによる被害を列挙した事もある[9]。
- ネタ帳といったものは一切作らず、アイデアは頭の中で泳がせている[10]。
- スギの花粉症持ちで、春先の雑誌の作者コメント欄ではよくその事について触れている。
- 漫画を描くペースが速いのも特徴。2003年頃は『月刊少年ガンガン』に「マテリアル・パズル」約60ページ、季刊誌『ガンガンパワード』に「清村くんと杉小路くんよ」約30ページを連載していたため、3か月に一度は約90ページ作成する月があったにもかかわらず、デビューしてしばらくはアシスタントを使わずほぼ1人で作業していた。2004年頃からアシスタントをつけるようになったものの、『月刊少年ガンガン』での「マテリアル・パズル」（1号に2話分）、『ガンガンパワード』での「清村くんと杉小路くんよ」の連載に加え、月2回刊の『ヤングガンガン』でも「BAMBOO BLADE」の原作（ネーム）も担当した。その仕事量にもかかわらず、『月刊少年ガンガン』巻末の作者コラム「ヒトコメチャンネル」で「もっと仕事下さい」と述べたことがある。「ヒトコメチャンネル」では「二十歳過ぎてから休みが一日もありません」[11]と書いたこともある。2011年11月現在も『月刊少年ガンガン』で「清村くんと杉小路くんろ」、「BAMBOO BLADE B」（原作と一部作画）、『ガンガンONLINE』で「マテリアル・パズル ゼロクロイツ」（原作）、『月刊少年チャンピオン』で「ハルポリッシュ」（みなもと悠との共著）と、計4つの作品を同時に連載している。特に「清村くんと杉小路くんろ」「マテリアル・パズル ゼロクロイツ」の連載に加え「BAMBOO BLADE B」の連載が始まった『月刊少年ガンガン』2009年2月号では、自身の関与作品が合計100ページを越え、1000ページ前後ある同誌全体の10分の1以上を占めていた。

## 作風
- 得意なジャンルは、『清村くんと杉小路くんと』や『BAMBOO BLADE』のような「学園コメディ」と語る[12]。
- ギャグ漫画では、極端に長い引きを「大好きなパターン」としている。また、ページを捲ったところに唐突に1ページ分などの大ゴマを持ってくる展開、もしくはオチも多用している。
- 連載作品では、非常に長い期間に渡る伏線を多数張る。
- まず結末を考え、そこへ向かって話を進める手法を採る[13]。一方、「連載の第1回」のような、物語の立ち上げに当たる話を作るのを苦手としている[14]。
- 自分で作画を行う場合、ギャグ作品以外は基本的にネームを作らず、直接原稿用紙に描くという形を取っている。ネームを描くときも最初から完成形を目指し、修正のきかないペンで描くことが多い[15]。
- デビュー前は連載向きの長編設定しか考えつかなかったため、投稿に向いた30ページ程度のストーリー漫画が全く描けず、また自分自身の画力を「しょぼい」と認識していたため、まず漫画賞をとってプロデビューするために、ページがそれほど増えず画力にあまり左右されないギャグ漫画から描き始めたと語っている[16]。
- 『マテリアル・パズル』以降の作品では女性キャラの数が増えたものの、良く言えば硬派を貫き、悪く言えば色気が無い。この事は『BAMBOO BLADE』の作画担当の五十嵐あぐりにもネタにされた。
- 一部[17]を除く連載作品のサブタイトルを、全て「○○○と×××」という形に統一している。
- 各作品の何処かに「ねこ」を登場させており、これは自身が作画を手がけていない作品でも同様[18]。また、「ねこ」の他にも独特のデフォルメがされた動物達が多く登場している。『1/Nのゆらぎ』単行本のおまけによると一部の動物達にはそれぞれ名前がつけられている。「ねこ」は普通に登場人物に猫として認識されているケースと、登場人物には視認出来ていない妖精のような存在、というケースの両方存在している。
- 自作品同士のクロスオーバーを多数行っており、ほとんどの作品で別の作品のキャラクターやキーワードが登場する。
- 自身が原作のみを担当している場合、作画側には先のストーリー展開などを前もって教えずにネームを送る。『BAMBOO BLADE』の五十嵐あぐりが詳細な性格を知らされずに描いたキャラクターが、後になって想像と違う言動をしているネームを見て大慌てしたり[19]、『マテリアル・パズル ゼロクロイツ』の吉岡公威が事前に担当編集者から通知されていたページ数を大幅に超過するネームを送られて編集部に問い合わせる[20]といったエピソードがある。

## 外部からの評価
- 『BAMBOO BLADE』の宣伝文では「鬼才」と称される。
- 同じ「月刊少年ガンガン」の出身である漫画家・柴田亜美は、『マテリアル・パズル』単行本での推薦文にて「絵を描くのが上手い人は沢山いるが、漫画を描くのが上手い人は沢山はいない」と述べた上で、土塚を後者に当たる人物と評している。
- 『BAMBOO BLADE』作画担当の五十嵐あぐりは、土塚の作品の好きな点として、大抵の漫画家がやると「手抜き」ととられるかもしれない内容でも、土塚がやると「味」になる不思議さを「良い意味でワケわかんないところ」として挙げている[21]。